# بزمان خوبياري
بزمان خوبياري مواليد 13 مايو 1989 لاعب كرة قدم إيراني يجيد اللعب في خط خط الوسط. يلعب حاليا لصالح نادي أم صلال القطري .
لعب سابقاً في أندية أم صلال والوكرة و الخور وعاد إلى نادي أم صلال عام 2017 .

## روابط خارجية
- بزمان خوبياري على موقع Soccerway.com (الإنجليزية)